# Ouragan Karen (2001)
Pour les articles homonymes, voir Cyclone tropical Karen.
L’ouragan Karen est s'est formé en octobre de la saison des ouragans de l'Atlantique 2001 à partir de l'interaction entre un front froid et un creux barométrique en altitude le 10 octobre au sud des Bermudes. Il s'est rapidement renforcé en tant que cyclone extratropical qui est passée près de cet archipeldes Bermudes le 12 octobre, produisant des vents de force ouragan. Il s'est ensuite organisé pour devenir une tempête subtropicale et devenir un cyclone tropical le 13 octobre. Karen s'est alors renforcé pour atteindre des vents de 130 km/h, soit un ouragan de catégorie 1 sur l'échelle de Saffir-Simpson. Après avoir faibli sur des eaux plus froides, il a touché terre en Nouvelle-Écosse sous forme de tempête tropicale avant de redevenir extratropical.
Aux Bermudes, les vents de la tempête extratropicale initiale ont causé des dommages modérés, principalement aux lignes électriques et aux zones maritimes. Plus des deux tiers des abonnés à l'électricité de l'île se sont retrouvés sans électricité au plus fort de la tempête et plusieurs bateaux ont coulé ou se sont échoués sous les vents violents. Les dommages aux Bermudes se sont élevés à plus de 1,4 million $US de 2001. Au Canada atlantique, la tempête tropicale Karen a provoqué des vents légers et de la pluie, mais n'a causé que des dégâts minimes.

## Évolution météorologique
Le 10 octobre, un front froid à quelques centaines de kilomètres au sud-est des Bermudes fut rejoint par un fort creux en haute altitude venant de la côte sud-est des États-Unis. En raison de plusieurs facteurs, notamment le mouvement ascendant et la forte diffluence, la zone barocline est devenue instable. C’est ainsi que l’interaction donna une dépression extratropicale le 11 octobre, à environ 555 km au sud-est des Bermudes. Celle-ci s'est déplacée rapidement vers le nord, puis vers le nord-ouest, se renforçant rapidement en raison de l'instabilité de l'atmosphère. Tard le 11 octobre, le système a ralenti et la circulation dans les couches supérieures s'est alignée sur la circulation dans les basses couches. La tempête extratropicale a commencé à développer des caractéristiques tropicales le 11 octobre, notamment des températures de surface supérieures à celles de l'environnement et les caractéristiques de vent vertical d'un cyclone tropical. À cause de son organisation, le système est devenu tempête subtropicale Une tôt le 12 octobre, à environ 55 km au sud des Bermudes.
En arrivant au sud des Bermudes, la tempête subtropicale avait des vents de 110 km/h avec des rafales de vent dépassant les 160 km/h. Après s'être dissocié de la circulation d'ouest, le système s'est orienté vers le nord et a commencé à développer de la convection profonde en son centre. De plus, les caractéristiques frontales de la tempête subtropicale s’affaiblirent continuellement. Le 13 octobre, grâce aux observations in situ indiquant qu'un noyau chaud était présent dans tout le système, le National Hurricane Center a reclassé le système en tempête tropicale et l'a appelé Karen. À ce stade, Karen était située à 320 km au nord des Bermudes. Karen  s'est ensuite lentement renforcé sur les eaux chaudes du Gulf Stream est devenu un ouragan plus tard le 13 octobre. La convection a continué à se développer et organisé en un anneau autour de l'œil de Karen qui a atteint son intensité maximale de 130 km/h le 14 octobre à environ 640 km au sud de Halifax (Nouvelle-Écosse).
Karen s'est rapidement affaiblie ensuite en traversant des eaux plus froides et le 14 octobre, il est retombé à tempête tropicale alors qu'il accélérait vers le nord. La convection a progressivement diminué et le 15 octobre, Karen a touché terre dans le sud-ouest de la Nouvelle-Écosse avec des vents soutenus de 70 km/h. Le système a conservé ses caractéristiques tropicales pendant et juste après avoir touché la côte. Une reconnaissance aérienne de recherche fut entreprise d'Halifax pour étudier les premières étapes de la transition extratropicale, montrant des bandes orageuses et un système à noyau chaud en train de passer à un système plus typique des latitudes moyennes. Sous l'influence d'un système de latitude moyenne, la trajectoire de la tempête s'est fortement tournée vers le nord-est et, après avoir perdu le reste de sa convection, elle est devenue extratropicale à l'intérieur des terres.
Poursuivant vers le nord, la dépression restante s'est rapidement affaiblie et s'est dissipée à mesure qu'elle a été absorbée par une tempête extratropicale plus importante sur le golfe du Saint-Laurent.

## Impact

### Bermudes
En passant au sud de l'île, le gradient de pression étroit entre la tempête extratropicale précurseur et les fortes pressions a provoqué des vents violents sur l'île, notamment des vents soutenus de force d'ouragan à Fort George et les rafales ont officiellement culminé à 161 km/h à Devonshire. Un navire de croisière amarré au port a signalé une rafale de vent de 190 km/h bien que cela puisse avoir été provoqué par une rafale descendante d'orage. La tempête a également donné des pluies modérées avec un maximum d'accumulations de 76 mm, entraînant des inondations mineures des rues. En raison de la rapidité avec laquelle la tempête s'est développée, l'érosion des plages induite par les vagues fut mineure.
Les vents forts ont causé des dégâts considérables aux arbres et aux lignes électriques. Au plus fort de la tempête, 23 000 des 30 000 abonnés de l'île étaient sans électricité. Les dommages aux lignes électriques se sont élevés à 385 000 $US. Les vents forts ont également causé des dégâts considérables à la végétation et des dommages mineurs à 175 propriétés sur l'île, principalement des maisons. Les dommages aux maisons se sont élevés à environ 425 000 $US. 
Trois navires de croisière ont résisté à la tempête dans le port de Saint George où les puissants vents ont arraché un poteau et cassé une amarre, laissant un navire dériver dans le port. Un membre de l'équipage fut légèrement blessé. Plus d'une douzaine de bateaux se sont libérés de leurs amarres, ce qui les a fait échouer ou couler. Au total, 87 bateaux ont été affectés dans une certaine mesure, les dommages s’élevant à environ 665 000 dollars.
Les dommages globaux se sont chiffrés à environ 1,4 million de dollars et aucun décès n'a été signalé, bien que quelques blessures liées à la tempête se soient produites,.

### Canada
La tempête tropicale Karen a provoqué des vents légers à modérés dans l’ensemble du Canada atlantique, culminant à 76 km/h avec une rafale de 103 km/h à Cape George, dans le comté d'Antigonish (Nouvelle-Écosse). Lors de la tempête, les bandes de pluie ont laissé tomber des précipitations légères qui furent bénéfiques pour les régions frappées par la sécheresse en Nouvelle-Écosse et au Nouveau-Brunswick. En raison de la rapidité de la tempête, la plupart des régions n’ont enregistré qu’environ 12 mm de pluie mais atteignirent 46 mm à Yarmouth (Nouvelle-Écosse) et 35 mm à Saint-Jean (Nouveau-Brunswick), dont la plupart sont tombées dans un court laps de temps.
Une bouée dans le port de Halifax a signalé des vagues d'une hauteur pouvant atteindre 5,1 m ce qui a provoqué une vague déferlante aux docks le long de l'océan. Les dégâts au Canada furent mineurs, se limitant à un arbre déraciné à New Glasgow (Nouvelle-Écosse) et à plusieurs autres arbres aux branches endommagées. Il n'y a pas eu de blessés ni de décès au Canada.